# Александар Хецл
Александар Хецл (Београд, 29. март 1926 — Београд, 15. мај 1991) био је српски сликар, илустратор и стрипар. Студирао је на Ликовној академији у Београду од 1947. до 1951. године.
У богатој каријери, Хецл је илустровао око 300 књига, урадио двадесетак важнијих стрипова, велики број новинских илустрација и слика на платну. Уметник Асканио Поповић приредио је 1996, за сада једину, Хецлову монографију, 250 цртежа Александра Хецла (избор илустрација из периода 1950-1960. год.).

## Критичка рецепција
По мишљењу критичара и историчара (Здравко Зупан, Слободан Ивков, Љубомир Кљакић, Зоран Ђукановић, Момчило Рајин, Драган Стошић, Бојан М. Ђукић, Зоран Стефановић), Александар Хецл је био један од најзначајнијих аутора српског и југословенског стрипа, али и „несумњиво, најбољи и најплоднији послератни илустратор реалистичког израза“ (А. Поповић, у предговору монографије).

## Стрипографија
- „Земљо до виђења“ (1956), сценарио: Драгољуб Јовановић, Пионири, Београд
- „Емил и детективи“ (1957), сценарио: Душан Лончаревић према роману Ериха Кестнера, Пионири, Београд
- „Летимо на Месец“ (1957-1958), сценарио: Драгољуб Јовановић, Пионири, Београд
- „Стеван Немања“ (1958) сценарио: М. Илијин, Пионири(?), Београд
- „Ускочки осветници“ (1958-1959), сценарио: С. Б. Радовановић, Пионири, Београд
- „Лука гнева“ (1959), сценарио: Б. Радовановић и Д. Лончаревић, Рад, Београд
- „Отмица у васиони“ (1960), сценарио: Драгољуб Јовановић, Пионири, Београд
- „Петлово перо“ (1959-1960), сценарио: адаптација „Сељачке буне“ Д. Лончаревића, Пионири, Београд
- „Шпијун на Раднагу“ (1960-1961), сценарио: Драгољуб Јовановић, Пионири, Београд
- „Кумеуауа — син прашуме“ (1960-1961), сценарио: Тибор Секељ и Ј. Алексић, Пионири, Београд
- „Пут у средиште земље“ (1961) сценарио: Хецлова адаптација истоименог романа Жила Верна, Наш свет, Београд
- „Винету“ (1961-1962), сценарио: роман Карла Маја адаптирали Д. Лончаревић и Радмило Анђелковић, Пионири, Београд (прештампано са изменама YU стрипу, 1978)
- „У земљи Индијанаца“ (1962), сценарио: Тибор Секељ, Плави вјесник, Загреб
- „Баф, вођа каравана“ (1962-1963), сценарио: роман Зејна Греја адаптирао Радмило Анђелковић, Пионири, Београд (прештампано са изменама YU стрипу 1978)
- „Бегунац из вечерњег воза“ (1963-1964), Лончаревић и Хецл, али под псеудонимима: Данибор и Ђ. Црнчић, Пионири — Кекец
- „Дивљан осветник“ (1964), под псеудонимима: Данибор и Ђ. Црнчић, Мале новине
- „Дугом стазом“ (1981), по сопственом сценарију, YU стрип, Горњи Милановац
- „Фает — маштање о могућем“ (1984), по сопственом сценарију, YU стрип магазин, Горњи Милановац

## Награде и признања
- Награда за животно дело Удружења ликовних и примењених уметника Србије, 1991. (постхумно)